# Antoine Jérôme Balard
Antoine-Jérôme Balard, também conhecido como Antoine Balard (Montpellier, 30 de setembro de 1802 — Paris, 30 de março de 1876), foi um químico francês.
Descobriu o bromo enquanto investigava resíduos de salmoura em Montpellier, França.

## Carreira
Nascido em Montpellier, França, em 30 de setembro de 1802, ele começou como boticário, mas começou a lecionar como assistente de química na faculdade de ciências de sua cidade natal, e depois se tornou professor de química no colégio real e escola de farmácia e na faculdade de ciências. Em 1826 ele descobriu na água do mar uma substância que ele reconheceu como um elemento até então desconhecido e a chamou de bromo. Ele foi preparado independentemente por Carl Jacob Löwig no ano anterior e os dois são considerados como tendo descoberto o elemento.
Essa conquista trouxe-lhe a reputação que garantiu sua eleição como sucessor de Louis Jacques Thénard na cadeira de química da faculdade de ciências de Paris, e em 1851 ele foi nomeado professor de química no College de France, onde teve Marcellin Berthelot pela primeira vez como aluno, depois como assistente e finalmente como colega. Balard também teve Louis Pasteur como aluno quando Pasteur tinha apenas 26 anos. Foi no laboratório de Balard que Pasteur descobriu a diferença entre cristais "destros" e "canhotos" enquanto trabalhava com ácido tartárico. Balard morreu em Paris em 30 de abril de 1876.
Enquanto a descoberta do bromo e a preparação de muitos de seus compostos foi seu trabalho mais notável, Balard foi um químico industrial tanto no lado puro quanto no aplicado. Em suas pesquisas sobre os compostos branqueadores de cloro, ele foi o primeiro a apresentar a opinião de que o pó branqueador é um composto duplo de cloreto de cálcio e hipoclorito; e ele dedicou muito tempo ao problema de obter economicamente soda e potássio da água do mar, embora aqui seus esforços tenham sido anulados pela descoberta de fontes muito mais ricas de suprimento proporcionadas pelos depósitos de Stassfurt. Em química orgânica publicou artigos sobre a decomposição do oxalato de amônio, com a formação do ácido oxâmico, sobre o álcool amílico, sobre os cianetos e sobre a diferença de constituição entre nitrato de etila e sulfato de etila. Ele também ajudou Louis Pasteur a conceber o experimento que provaria que a geração espontânea era falsa.

## Botany e John Stuart Mill
Antoine Jérôme Balard conheceu John Stuart Mill enquanto Mill estava estudando na Faculdade de Ciências de Montpellier no inverno de 1820. No diário de Mill do período ele escreve sobre uma visita a Balard em sua casa, sendo mostrado seu herbário e recebendo dele um seleção de suas plantas da área de Montpellier, além de outros relatos dos dois embarcando em excursões pela cidade de Montpellier e ao mar em busca de plantas costeiras. Em uma carta posterior a Auguste Comte, Mill descreve Balard como seu primeiro amigo de verdade. Um 'amigo de minha escolha em oposição aos que me foram dados pelos laços de família'. Uma parte do Herbário de John Stuart Mill, que se acredita estar perto de 4 000 espécimes, está alojada no Herbário Nacional de Victoria (MEL) e dentro do Herbário de Mill estão contidas essas coleções de Balard, principalmente da área de Montpellier.